# 항해일지

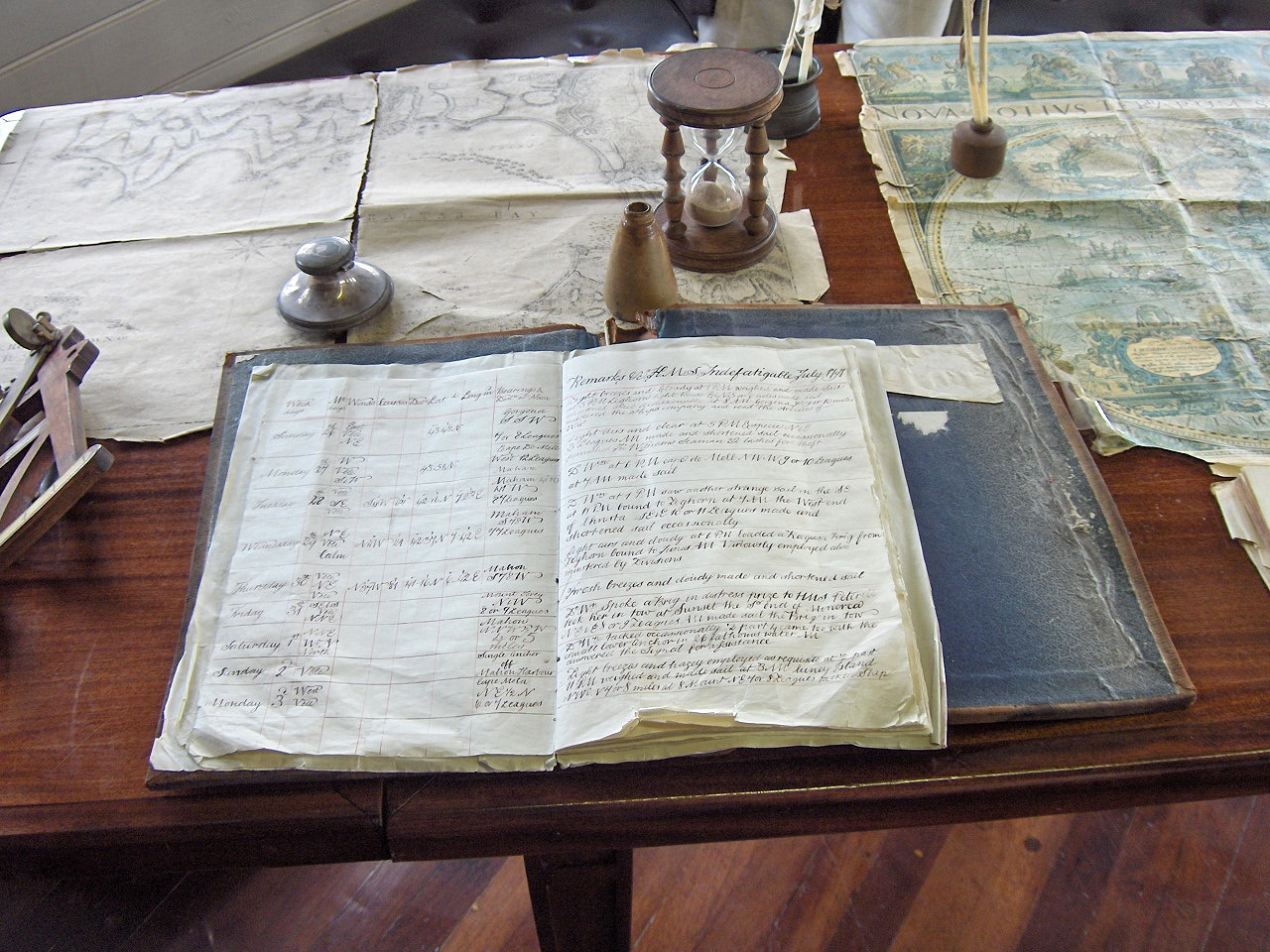

항해일지 또는 선박일지는 선박의 관리, 작동 및 항해에 관한 중요한 사건을 기록한 것이다. 이는 기존 탐색에 필수적이며 적어도 매일 입력해야 한다.
이 용어는 원래 물 속에서 선박의 속도를 추정하는 데 사용되는 선속계의 판독값을 기록하는 책을 의미했다. 오늘날의 선박일지는 다른 많은 유형의 정보를 포함하도록 성장했으며 기상 조건, 일상적인 사건 및 중대한 사고 시간, 승무원 구성 또는 정박한 항구와 시기 등 선박이나 잠수함과 관련된 운영 데이터의 기록이다.
항해일지의 영단어 로그북(logbook)이라는 용어는 다양한 용도로 확산되었다. 오늘날 가상 또는 전자 일지는 일반적으로 원자력 발전소나 입자 가속기와 같은 복잡한 기계의 기록 유지에 사용된다. 군사 용어로 말하면 일지는 일련의 공식적이고 법적 구속력이 있는 문서이다. 각 문서(보통 날짜순)에는 사건이나 중요한 조치가 발생한 시간이 표시되어 있다.

## 같이 보기
- 로그북
- 선속계
- 항법